# Taylor Schilling
Taylor Schilling (sinh ngày 27 tháng 7 năm 1984) là một nữ diễn viên người Mỹ. Cô nổi tiếng qua vai diễn Piper Chapman trong sê ri Orange Is the New Black của hãng Netflix, năm 2013 cô đoạt được giải Vệ tinh cho Nữ diễn viên truyền hình xuất sắc nhất -  thể loại Âm nhạc và Hài kịch. Năm 2014, cô được đề cử giải Quả cầu vàng cho Nữ diễn viên xuất sắc nhất - thể loại Phim truyền hình và Giải thưởng Primetime Emmy cho Nữ diễn viên hài xuất sắc nhất. Schilling xuất hiện lần đầu trong bộ drama Dark Matter (2007) cùng với Meryl Streep, sau đó cô tiếp tục thủ vai Veronica Flanagan Callahan trong bộ phim ngắn về y tế của hãng NBC Mercy (2009-10), Christine Mendez trong Argo (2012) và Beth Green trong The Lucky One (2012).

## Tuổi thơ
Schilling sinh ngày 27 tháng 7 năm 1984 ở Boston, bang Massachusetts. Cô là con gái của bà Patricia, một quản lý tại MIT và ông Robert J. Schilling, một cựu công tố viên. Cô lớn lên ở Tây Roxbury và Wayland, do bố mẹ ly dị nên cô sống khi cùng bố khi cùng mẹ. Thời trẻ, cô là một fan hâm mộ của bộ phim ER do hãng NBC sản xuất về đề tài y tế, cô bắt đầu diễn xuất từ khi còn trẻ. Sau này, Schilling hoạt động trong một chương trình sân khấu trung học và xuất hiện trong một giai đoạn sản xuất của phim Fiddler on the Roof.
Sau khi tốt nghiệp cấp ba năm 2002, cô theo học ở trường Đại học Fordham ở Lincoln Center, nơi Schilling tiếp tục tham gia diễn xuất trước khi lấy bằng Cử nhân Nghệ thuật năm 2006. Sau đó cô tiếp tục theo học chương trình sau đại học tại Trường nghệ thuật Tisch thuộc trường đại học New York để tiếp tục học diễn xuất, tuy nhiên cô bỏ sau hai năm theo học để bắt đầu thử vai. Trong lúc cố gắng tìm kiếm vai diễn, cô tự nuôi bản thân bằng việc làm bảo mẫu cho một gia đình ở Manhattan.

## Sự nghiệp
Schilling xuất hiện lần đầu bằng một vai phụ trong bộ phim kinh phí thấp Dark Matter (2007). Năm 2009, cô được chọn cho vai chính trong bộ phim Mercy của hãng NBC, trong vai y tá Veronica Flanagan Callahan, một cựu y tá từng phục vụ trong chiến tranh Iraq đang gặp tổn thương về tâm lý. Sau khi xem qua cuốn băng diễn xuất, diễn xuất của cô đã gây ấn tượng mạnh với nhà sản xuất với tác giả phim và giám đốc sản xuất, bà Liz Heldens. Ngay sau đó, cô bay đến New York và bắt đầu thử vai. Bộ phim kéo dài trong một mùa, từ tháng 9 năm 2009 đến tháng 5 năm 2010.
Schilling thắng giải Emerson College cho Nhà biên kịch nổi bật nhất. Cô vào vai Dagny Taggart trong Atlas Shruggerd: Phần 1 (2011), và đồng diễn xuất cùng Zac Efron trong bộ phim tình cảm The Lucky One (2012). Hiện tại cô đang vào vai chính Piper Chapman trong sê ri Orange Is the New Black, phim dựa trên cuốn hồi ký của Piper Kerman Orange Is the New Black: My Year in a Women's Prison. Bộ phim bắt đầu phát sóng từ ngày 11 tháng 7 năm 2013. Với vai diễn này, Schilling đã giành được đề cử Quả cầu vàng cho nữ diễn viên xuất sắc nhất thể loại Phim truyền hình và Giải thưởng Primetime Emmy cho Nữ diễn viên hài xuất sắc nhất vào năm 2014.

## Đời sống riêng tư
Schilling cho rằng: "Tôi có nhiều các mối quan hệ nghiêm túc với nhiều người và tôi là một người rất cởi mở. Không phần cơ thể nào của tôi có thể được dán nhãn cả. Tôi thực sự không thể bị bó buộc vào một cái hộp - nó quá nhỏ... Tôi được yêu nhiều và tôi không quan tâm liệu tình yêu ấy đến từ đâu."
Cô hiện đang theo tập Thiền siêu việt.

## Các phim đã đóng

### Phim
| Năm  | Tên                    | Vai                 | Chú thích |
| ---- | ---------------------- | ------------------- | --------- |
| 2007 | Dark Matter            | Jackie              |           |
| 2011 | Atlas Shrugged: Part I | Dagny Taggart       |           |
| 2012 | The Lucky One          | Beth Green          |           |
| 2012 | Argo                   | Christine Mendez    |           |
| 2013 | Stay                   | Abbey               |           |
| 2015 | The Overnight          | Emily               |           |
| 2017 | Take Me                | Anna St. Blair      |           |
| 2018 | The Public             | Angela              |           |
| 2018 | The Philosophy of Phil | Sam                 |           |
| 2018 | The Titan              | Dr. Abigail Janssen |           |

### Phim truyền hình
| Năm       | Tên                     | Vai                        | Chú thích        |
| --------- | ----------------------- | -------------------------- | ---------------- |
| 2009–10   | Mercy                   | Veronica Flanagan Callahan | 22 tập           |
| 2013–2019 | Orange Is the New Black | Piper Chapman              | 51 tập           |
| 2016      | Drunk History           | Emily Warren Roebling      | Tập: "Landmarks" |

## Giải thưởng và đề cử
| Năm  | Giải thưởng                            | Hạng mục                                                                      | Đề cử cho phim          | Kết quả      |  |
| ---- | -------------------------------------- | ----------------------------------------------------------------------------- | ----------------------- | ------------ |  |
| 2012 | Giải Sự lựa chọn của Giới trẻ          | Choice Movie: Liplock (với Zac Efron)                                         | The Lucky One           | Đề cử        |  |
| 2012 | Giải Sự lựa chọn của Giới trẻ          | Choice Movie Actress: Romance                                                 | The Lucky One           | Đề cử        |  |
| 2012 | Liên hoan phim Hollywood               | Dàn diễn viên xuất sắc nhất                                                   | Argo                    | Đoạt giải    |  |
| 2013 | Giải Vệ tinh                           | Nữ diễn viên chính xuất sắc nhất - Thể loại phim truyền hình Ca nhạc/Hài kịch | Orange Is the New Black | Đoạt giải    |  |
| 2013 | Giải Vệ tinh                           | Dàn diễn viên xuất sắc nhất - Thể loại phim truyền hình                       | Orange Is the New Black | Đoạt giải    |  |
| 2013 | Webby Awards                           | Nữ diễn viên chính xuất sắc nhất                                              | Orange Is the New Black | Đoạt giải    |  |
| 2014 | Giải Quả cầu vàng                      | Nữ diễn viên chính xuất sắc nhất - Thể loại phim truyền hình Tình cảm         | Orange Is the New Black | Đề cử        |  |
| 2014 | Giải Primetime Emmy                    | Nữ diễn viên hài xuất sắc nhất                                                | Orange Is the New Black | Đề cử        |  |
| 2015 | Giải Quả cầu vàng                      | Nữ diễn viên chính xuất sắc nhất - Thể loại phim truyền hình Ca nhạc/Hài kịch | Orange Is the New Black | Đề cử        |  |
| 2015 | Giải Vệ tinh                           | Nữ diễn viên chính xuất sắc nhất - Thể loại phim truyền hình Ca nhạc/Hài kịch | Orange Is the New Black | Đề cử        |  |
| 2015 | Giải thưởng của Hội Diễn viên Điện ảnh | Dàn diễn viên xuất sắc trong series hài                                       | Orange Is the New Black | Đoạt giải    |  |
| 2016 | Giải Vệ tinh                           | Nữ diễn viên chính xuất sắc nhất - Thể loại phim truyền hình Ca nhạc/Hài kịch | Orange Is the New Black | Đoạt giải    |  |
| 2016 | Giải thưởng của Hội Diễn viên Điện ảnh | Dàn diễn viên xuất sắc trong series hài                                       | Orange Is the New Black | Đoạt giải    |  |
| 2017 | Giải Sự lựa chọn của Giới trẻ          | Favorite Premium Series Actress                                               | Orange Is the New Black | Chưa công bố |  |
| 2017 | Giải Vệ tinh                           | Nữ diễn viên chính xuất sắc nhất - Thể loại phim truyền hình Ca nhạc/Hài kịch | Orange Is the New Black | Đoạt giải    |  |
| 2017 | Giải thưởng của Hội Diễn viên Điện ảnh | Dàn diễn viên xuất sắc trong series hài                                       | Orange Is the New Black | Chưa công bố |  |